# Medmassa kltina
Medmassa kltina är en spindelart som först beskrevs av Alberto Barrion och James A. Litsinger 1995.  Medmassa kltina ingår i släktet Medmassa och familjen flinkspindlar.
Artens utbredningsområde är Filippinerna. Inga underarter finns listade i Catalogue of Life.